# Tricyrtidaceae
Tricyrtidaceae is een botanische naam, voor een familie van eenzaadlobbige planten. Een familie onder deze naam wordt zelden erkend door systemen van plantentaxonomie, maar wel door de versie uit 1980 van het Dahlgrensysteem, alsook door het Takhtajansysteem en het Revealsysteem. Bij APG worden de betreffende planten ingedeeld in de nieuwe, 'kleine' Liliaceae.
De naam is geconserveerd, wat enigszins ongebruikelijk is voor zo'n recente naam, omdat anders de naam Compsoaceae gebruikt zou moeten worden, een naam die verwarrend is (Compsoa is geen gangbare naam, maar een synoniem voor Tricyrtis).